# Jean-Louis Groppi
Jean-Louis Groppi est un arbitre français de football des années 1950, affilié à Nîmes.

## Carrière
Il arbitre pendant six saisons en Division 1, soit un total de 61 matchs arbitrés au sein de l'élite du football français. 
Il arbitre les deux finales de Coupe de France en 1959, opposant Le Havre au FC Sochaux au Stade olympique Yves-du-Manoir.
Il arbitre également un match en Coupe d'Europe des clubs champions lors de la saison 1957-1958.